# Arthur von Rosthorn

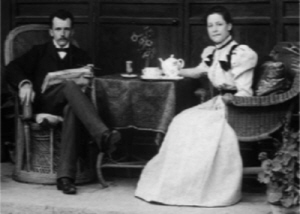
Arthur und Paula von Rosthorn (1916)

Arthur Edler von Rosthorn (* 14. April 1862 in Wien; † 17. Dezember 1945 in Oed, Niederösterreich) war ein österreichischer Sinologe und Diplomat.

## Leben
Arthur von Rosthorn, ein Mitglied der Industriellenfamilie Rosthorn, studierte von 1880 bis 1883 Germanistik und vergleichende Sprachwissenschaft an der Universität Wien. 1883 studierte er Chinesisch an der Universität Oxford, anschließend war er in verschiedenen Städten für die chinesische Seezollverwaltung tätig. Ab 1886 war er im diplomatischen Dienst Österreich-Ungarns. 1895 wurde er in Leipzig zum Dr. phil. promoviert. Im selben Jahr leitete er als Geschäftsträger die Gesandtschaft in Peking. Von 1906 bis 1911 war er Gesandter in Persien, von 1911 bis 1917 Gesandter in China. 1919 wurde er korrespondierendes Mitglied der Akademie der Wissenschaften in Wien, 1922 Honorarprofessor für Sinologie an der Universität Wien.
1938 wurde ihm die Honorarprofessur entzogen.
Er heiratete 1895 in Oed Paula Pichler (1873–1967), die durch ihre Beschreibung der Verteidigung des Gesandtschaftsviertels in Peking bekannt wurde.
Im Jahr 1961 wurde in Wien-Donaustadt (22. Bezirk) die Rosthorngasse nach ihm benannt.

## Schriften
- Die österreichische Industrie und der chinesische Markt. Wien 1902
- Unser Verhältnis zu China vor und nach dem Kriege (= Der Neue Geist, Band 18). Leipzig 1919
- Das soziale Leben der Chinesen (= Der Neue Geist, Band 19). Leipzig 1919
- Die Anfänge der chinesischen Geschichtsschreibung. Wien 1920
- Geschichte Chinas (= Weltgeschichte in gemeinverständlicher Darstellung, Band 10). Stuttgart, Gotha 1923
- Die chinesischen Bronzen. Wien 1926
- Die archäologische Forschung in China. Vortrag. In: Anthropos. Band 32, 1937, S. 633–646
- Studien zur chinesischen Lautgeschichte. Wien 1942

Arthurs Frau Paula schrieb:
- Peking 1900. Wiederauflage Wien 2001, ISBN 3205994019

## Rosthorn-Medaille
Nach Arthur von Rosthorn wird auch die Auszeichnung benannt, die seit 1986 an Personen oder Organisationen vergeben werden, die sich auf dem Gebiet der chinesisch-österreichischen Beziehungen Verdienste erworben haben. Gestiftet wurde die Arthur-von Rosthorn-Medaille von der Österreich-Chinesischen Gesellschaft (ÖCGF) und vom Ludwig-Boltzmann-Institut für China- und Südostasienforschung.
Empfänger der Rosthorn-Medaille waren:
- 2000 Adolf Wala, Präsident der OeNB (Österreichische Nationalbank)[3]
- 2003 Hermine Tenk, Medizinerin in chinesischer Heilkunde[4]
- 2004 Prof. Du Wentang[5]
- 2006 Richard Trappl, Leiter des Konfuzius-Instituts an der Universität Wien (Institut für Ostasienwissenschaften)[6]
- 2008 Überseechinesenkomitee der ÖGCF
- 2011 Bürgermeister Michael Häupl, Bundesratspräsidentin Susanne Neuwirth, Staatssekretär Andreas Schieder, den Biochemiker Wolf-Dieter Rausch (Veterinärmedizinische Universität Wien) und an die Universitätsdozentin Xiaohui Rausch-Fan (Bernhard Gottlieb Universitätsklinik, Parodontologie).[7]
- 2012 Su Binglie, Generalsekretär des österreichischen China-Forschungsvereins[8]
- 2014  Li Jinjun, Vizeminister[9]
- 2015 Hannes Androsch, Finanzminister a. D.[10]
- 2019 Walter Fehlinger, Wolfgang Leitner, Michael Ludwig, Johannes Pinczolits, Josef Pühringer, Hermann Schützenhöfer
- 2022 Werner Fasslabend, Margareta Griessler-Hermann, Li Xiaosi, Gottfried Sodeck[11]